# Skeppsreda
Skeppsreda (norska skipreide) var en administrativ indelning som användes i Bohuslän ca 1200-1658 och i Norge. Indelningen infördes av den norske kungen Sverre Sigurdsson. En skeppsreda indelades i 40 lider och i varje lid fanns fyra gårdar. Varje skeppsreda ansvarade för att utrusta ett skepp med 40 krigare eller roddare, en per lid.

## De sjutton skeppsredorna i nuvarande Bohuslän
Älvsyssel bestod av Inlands skeppsredor.
- Faxehärads skeppsreda
- Grössbacka skeppsreda
- Torpe skeppsreda
- Fräkne skeppsreda
- Hisings skeppsreda
- Tjörns skeppareda
- Ordost Östre skeppsreda
- Ordost Västre skeppsreda

Ranrikesyssel bestod av skeppsredorna:
- Qville skeppsreda
- Luderlag skeppsreda
- Bullern skeppsreda (eller Jordherra)
- Vettehärad skeppsreda
- Lane skeppsreda
- Tunge skeppsreda
- Sörbygden skeppsreda
- Stangenäs skeppsreda
- Sotenäs skeppsreda